# Duxun
Duxun (kinesiska:杜浔) är en köping i sydöstra Kina. Den ligger i Zhangpu härad i staden Zhangzhou i provinsen Fujian, omkring 290 kilometer sydväst om provinshuvudstaden Fuzhou. Antalet invånare är 58 377. Befolkningen består av 28 601 kvinnor och 29 776 män. Barn under 15 år utgör 17,0 %, vuxna 15-64 år 72 %, och äldre över 65 år 9,0 %.